# ロブ・ゴンサルヴェス
ロバート・"ロブ"・ゴンサルヴェス（Robert "Rob" Gonsalves、1959年6月25日 - 2017年6月14日）は、カナダのマジックリアリズム(シュールレアリスム)画家。 

## 幼少期
ロブ・ゴンサルヴェスはオンタリオ州トロントで生まれた。子供の頃に芸術に興味を持った。13歳になると遠近法のテクニックを学び、建築に対する興味を持ち想像上の建物の絵と設計図を描き始めた。エッシャー、ダリ、タンギーなどの画家を知った後、ゴンサルベスは最初のシュール絵画を描いた。 マグリットの「マジック・リアリズム」のアプローチとエッシャーの正確な遠近錯視は、彼の将来の作品に影響を与えるようになった。 

## キャリア
大学卒業後は建築家としてフルタイムで働いており、トロンプ・ルイユの壁画や劇場のセットを描いていた。 1990年にトロントアウトドアアートエキシビションで熱狂的な反応を得た後、フルタイムで絵を描くことに専念し始めた。 
ゴンサルヴェスの作品はしばしばシュルレアリスムに分類されるが、偶然や無意識を使う技法ではなく、緻密な計画を立てて描く手法である。錯覚を用いて複数の現実が混ざり合うように描かれており、魔法のような奇妙な感覚を鑑賞者に与える。「マジック・リアリズム」という用語は彼の作品を正確に説明している。 
ゴンサルヴェスの作品は、ニューヨークとロサンゼルスのアートエキスポ、デコラアトランタとラスベガス、ファインアートフォーラム、およびハックルベリーファインアート 、サウスレイクタホのマーカスアシュリーギャラリー、ハドソンリバーアートギャラリー、 セイパーギャラリー （11月） 2004年12月7日から12月31日まで）、Discovery Galleries、Ltd.、Kaleidoscope Galleryなどに収蔵されている。 ハックルベリーファインアートは、ゴンサルヴェスの限定版プリントの発行を担当している。 
2003年6月、 Simon＆Schuster社は北米とカナダで16枚の絵画を収録した最初の絵本『Imagine a Night』を出版した。 Simon＆Schuster社は2005年に2冊目の絵本『Imagine A Day』を出版した。2005年にカナダの文学賞であるGovernor General's Awardsのイラスト部門で受賞した。 
2008年に3冊目の絵本『Imagine a Place』が出版された。 2015年9月に4冊目の絵本『Imagine a World』が出版された。   
2017年6月14日に自殺した。  
2018年にアリアナ・グランデは『God Is A Woman/ゴッド・イズ・ア・ウーマン』のミュージックビデオをリリースした。このMVにはゴンサルヴェスの絵画『"Water Dancing/水のダンス』または『Carved in Stone』 のようなシーンがあった。

## 著作 (日本語訳)
- 『終わらない夜』ロブ・ゴンサルヴェス絵、セーラ・Ｌ・トムソン文、 金原瑞人訳、ほるぷ出版、2005年　ISBN　978-4593504381
- 『真昼の夢』ロブ・ゴンサルヴェス絵、セーラ・Ｌ・トムソン文、 金原瑞人訳、ほるぷ出版、2006年　ISBN　978-4593504695
- 『どこでもない場所』ロブ・ゴンサルヴェス絵、セーラ・Ｌ・トムソン文、 金原瑞人訳、ほるぷ出版、2010年　ISBN　978-4593505166
- 『夢にめざめる世界』ロブ・ゴンサルヴェス絵、 金原瑞人訳、ほるぷ出版、2016年　ISBN　978-4593505838

それぞれ『Imagine a Night』『Imagine A Day』『Imagine a Place』『Imagine a World』の邦訳